# Zentral-Verband der Maschinisten und Heizer sowie Berufsgenossen Deutschlands
Der Zentral-Verband der Maschinisten und Heizer sowie Berufsgenossen Deutschlands (ZMH) wurde 1892 gegründet und organisierte Maschinenbediener und Personen in verwandten Arbeitsbereichen. Die freie Gewerkschaft organisierte Maschinisten und Heizer im deutschen Kaiserreich und der Weimarer Republik.

## Geschichte
Die Gewerkschaft wurde 1892 in Berlin durch den Zusammenschluss verschiedener lokaler Gewerkschaften gegründet. Der Sitz der Gewerkschaft war ebenfalls in Berlin.
Der Zentralverband war Mitglied in der Generalkommission der Gewerkschaften Deutschlands und beim 1919 gegründetem Nachfolger Allgemeiner Deutscher Gewerkschaftsbund. 1927 war die Gewerkschaft bei der Gründung des Internationalen Sekretariat der Maschinisten und Heizer-Verbände beteiligt.
Der Zentralverband der Maschinisten und Heizer sowie der Verband der Kupferschmiede widersetzten sich den Konsolidierungsversuchen des größeren Deutschen Metallarbeiter-Verbandes. Dieser wollte durch größere Geschlossenheit ein höheres Durchsetzungsvermögen erreichen.
Die Nationalsozialisten zerschlugen die Gewerkschaft am 2. Mai 1933. Als Nachfolger gelten die Industriegewerkschaft Metall (1946) in Ostdeutschland und die IG Metall (1949) in Westdeutschland. 

## Vorsitzende
- 1892–1906: N.N.
- 1906–1918: Franz Scheffel
- 1919–1933: Hermann Klebe